# American Airlines

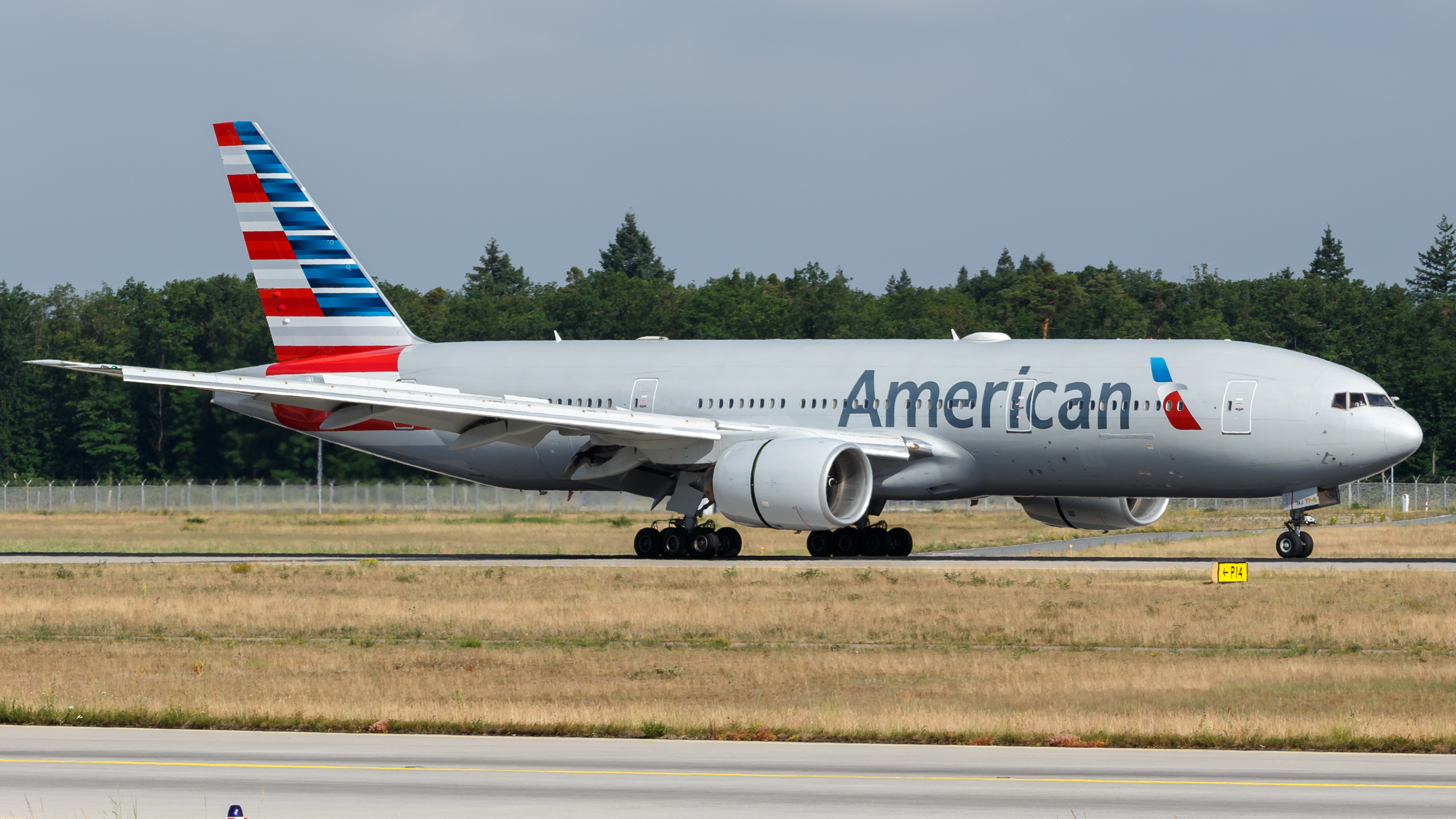
Boeing 777-200ER w nowym malowaniu na lotnisku we Frankfurcie

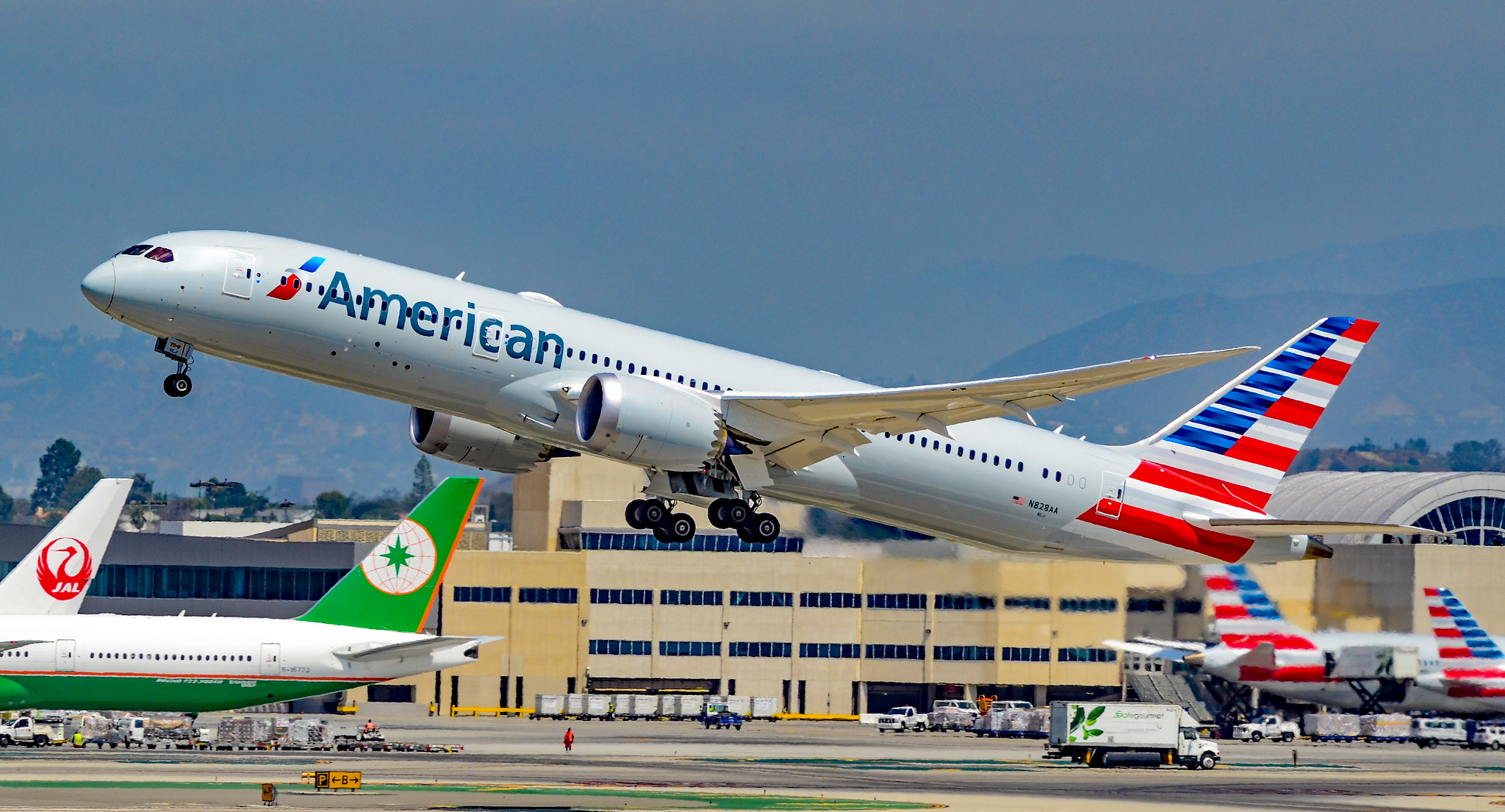
Boeing 787-9 "Dreamliner" startujący z lotniska w Los Angeles

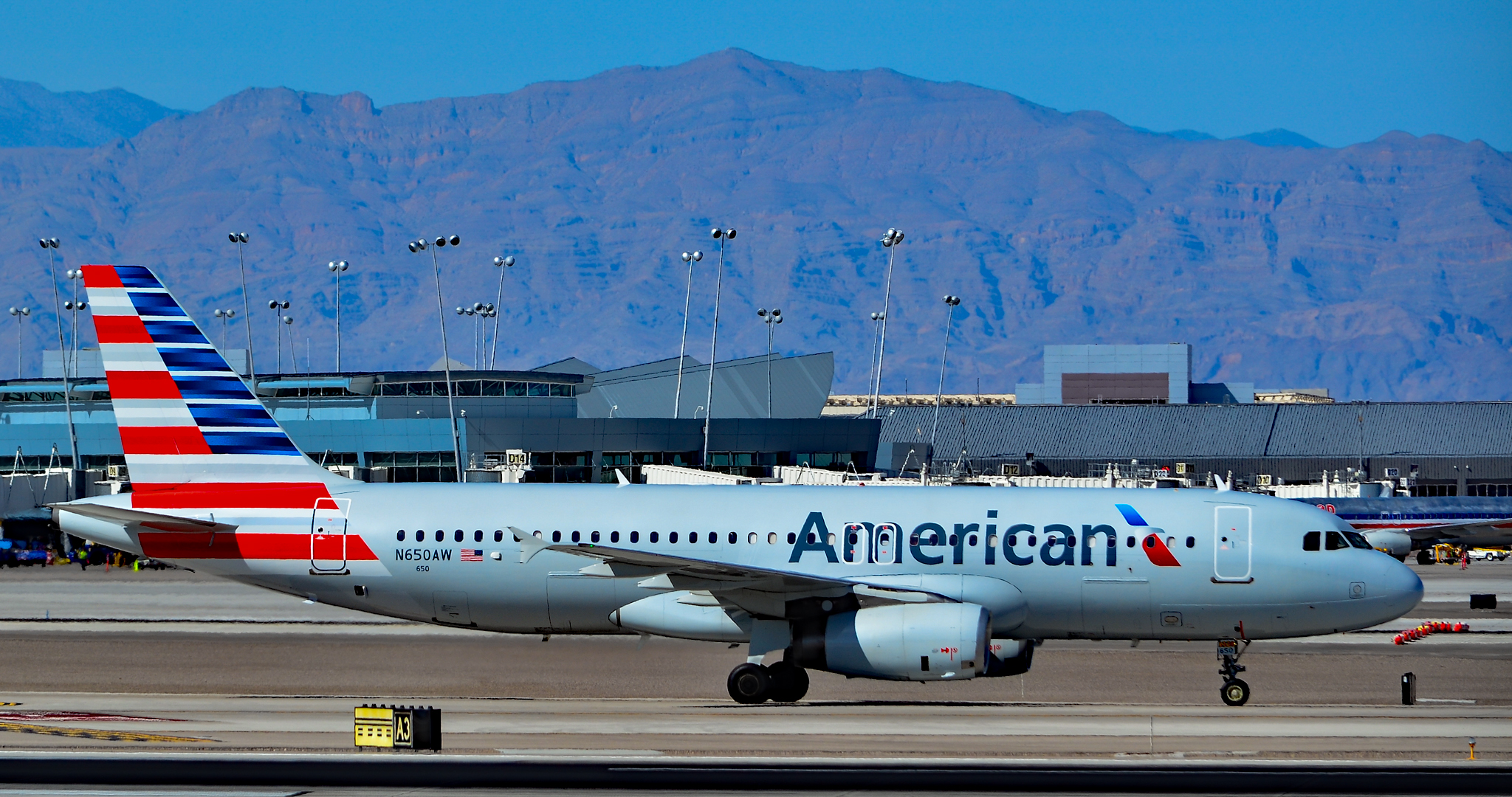
Airbus A320-200 na lotnisku Las Vegas-McCarran

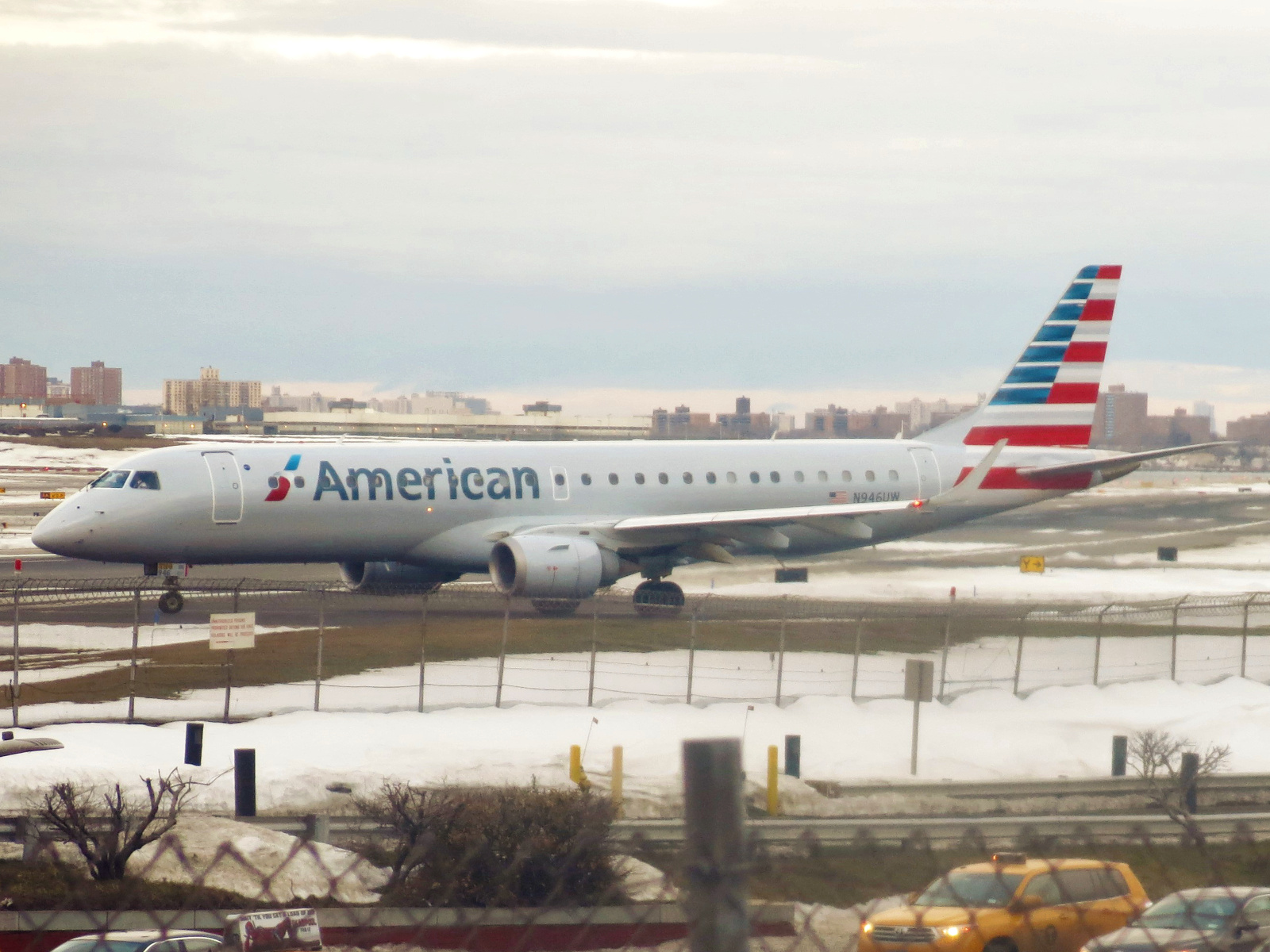
Embraer ERJ-190-100 w nowym malowaniu

American Airlines – amerykańska linia lotnicza, jedna z trzech nadal istniejących „wielkich” amerykańskich linii (obok Delta i United), założonych przed deregulacją branży w 1978.

## Historia
Spółka została założona w 1930. Jej główna siedziba znajduje się w Fort Worth w Teksasie.
American od 2015 są największą linią w USA pod względem floty i ruchu pasażerskiego. Linia jest członkiem założycielem sojuszu lotniczego Oneworld.
20 lipca 2011 AMR ogłosiło największe w historii branży zamówienie na 460 samolotów wąskokadłubowych, w tym 260 Airbusów A320 i 200 Boeingów 737. 11 grudnia 2011 American jako pierwsza w Stanach Zjednoczonych linia odebrała Boeinga 777-300ER. Większość samolotów AA jest pozyskiwana za pośrednictwem przedsiębiorstw leasingowych.
W dniu 29 listopada 2011 AMR Corporation będąca właścicielem American Airlines, zgłosiła do sądu wniosek o ogłoszenie upadłości linii lotniczych. Wniosek został złożony na podstawie artykułu 11 amerykańskiego prawa upadłościowego. Oznacza to, że linie lotnicze zostaną poddane restrukturyzacji i będą mogły normalnie funkcjonować.
Ogłoszenie upadłości nie oznacza likwidacji przewoźnika, a jedynie ochronę przed wierzycielami, redukcję zadłużenia i restrukturyzację. Zarząd AMR Corporation zapewnił, że podczas procedury upadłościowej American Airlines będą funkcjonować normalnie.
17 stycznia 2013 AA zaprezentowały nowe logo i malowanie swoich samolotów, dotychczasowe było używane od 1968 roku. W styczniu 2013 AMR złożyło zamówienie na 143 samoloty Boeinga: 100 737 MAX, jednego 777-300ER i 42 787-8.
14 lutego 2013 AMR poinformowało o planach połączenia American Airlines z US Airways pod nazwą American Airlines. Fuzja wymagała zgody zarządów obu przedsiębiorstw, sądu prowadzącego upadłość AA, urzędu antytrustowego Departamentu Sprawiedliwości USA i FAA. 27 marca sąd zezwolił na fuzję. Zgodę Departamentu Sprawiedliwości uzyskano 12 listopada. 9 grudnia 2013 AA zakończyły sprawę o bankructwo i zrealizowały fuzję. 31 stycznia 2014 do służby w barwach American wszedł pierwszy Airbus należący do US Airways. Niecały rok później, 17 października 2015 US Airways zostały wcielone do American Airlines.
3 maja 2018 przewoźnik podpisał umowę na dostawę 15 Bombardierów CRJ-900 oraz 15 Embraerów 175 z opcją na dostawę kolejnych piętnastu maszyn obu modeli.

## Połączenia
W 2025 American Airlines realizował połączenia na trasach krajowych i międzynarodowych do 361 lotnisk w 61 krajach.
Ze swoich węzłów przesiadkowych operował na następującej liczbie tras:
| Port lotniczy     | Port lotniczy | Liczba kierunków | Źródło |
| Miasto            | IATA          | Liczba kierunków | Źródło |
| ----------------- | ------------- | ---------------- | ------ |
| Charlotte         | CLT           | 179              | [ 13 ] |
| Chicago           | ORD           | 178              | [ 14 ] |
| Dallas-Fort Worth | DFW           | 249              | [ 15 ] |
| Filadelfia        | PHL           | 122              | [ 16 ] |
| Los Angeles       | LAX           | 58               | [ 17 ] |
| Miami             | MIA           | 159              | [ 18 ] |
| Nowy Jork         | LGA           | 63               | [ 19 ] |
| Nowy Jork         | JFK           | 50               | [ 20 ] |
| Phoenix           | PHX           | 107              | [ 21 ] |
| Waszyngton        | DCA           | 93               | [ 22 ] |

## Powiązania
American Airlines Group z siedzibą w Fort Worth w Teksasie zarządza grupą linii lotniczych realizujących połączenia w ramach siatki American Airlines. Grupa w 2025 dysponowała flotą 1577 samolotów:
- American Airlines – główna linia grupy, założona w 1926 dysponuje flotą 995 samolotów
- American Eagle – regionalna linia, założona w 1984 dysponuje flotą 582 samolotów
- Envoy Air – regionalna linia, założona w 2014 dysponuje flotą 171 samolotów
- PSA Airlines – regionalna linia, założona w 1979 dysponuje flotą 146 samolotów
- Piedmont Airlines – regionalna linia, założona w 1993 dysponuje flotą 91 samolotów

## Flota
Według stanu na sierpień 2025 flota American Airlines składała się z 995 samolotów o średnim wieku 14,2 lat:

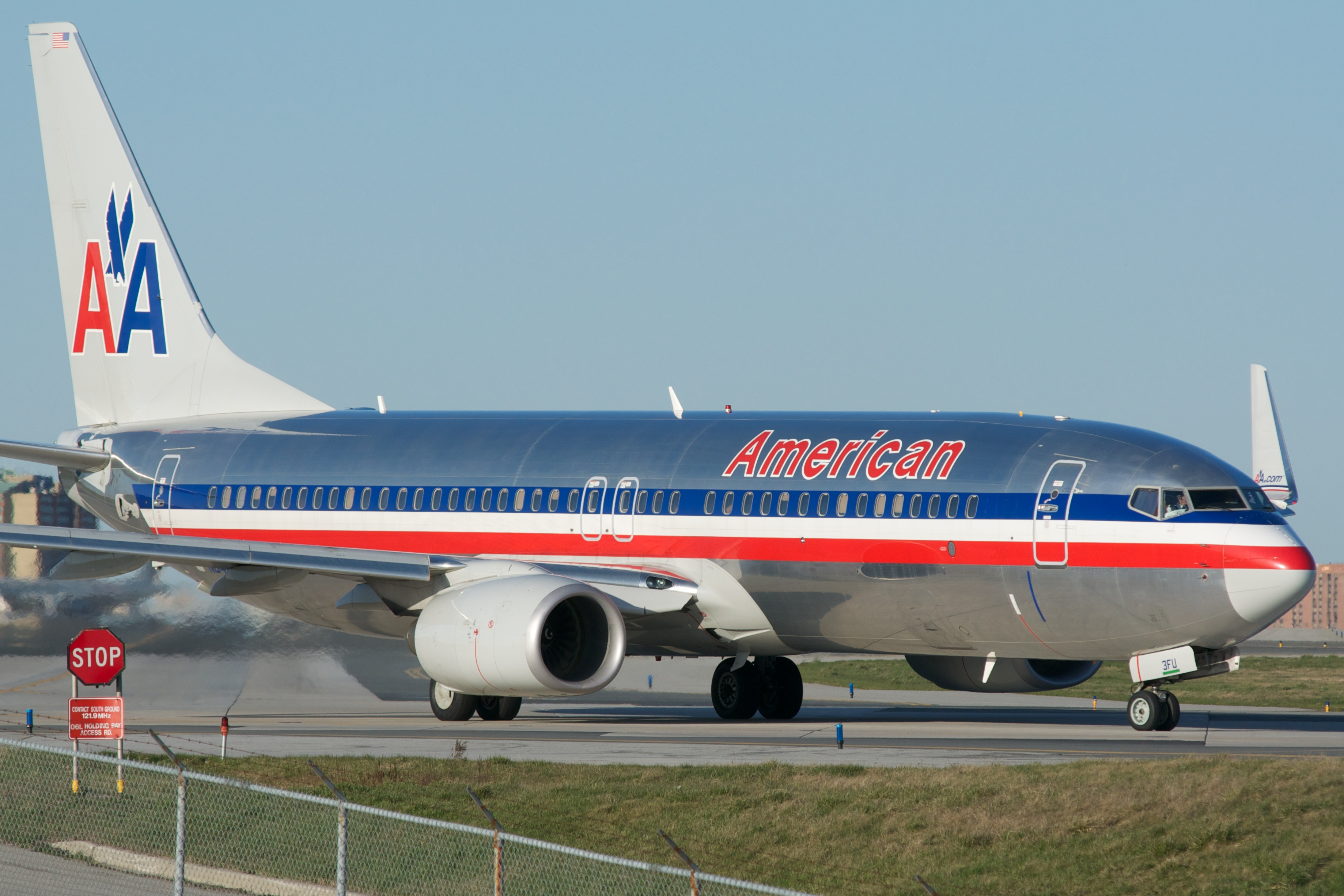
American Airlines Boeing 737-800 w starym malowaniu

| Samolot           | Samolot | Samolot   | Liczba miejsc | Liczba miejsc | Liczba miejsc | Liczba miejsc | Liczba miejsc | Liczba miejsc | Uwagi                                             |
| Model             | Aktywne | Zamówione | F             | B             | P             | E+            | E             | Łącznie       | Uwagi                                             |
| ----------------- | ------- | --------- | ------------- | ------------- | ------------- | ------------- | ------------- | ------------- | ------------------------------------------------- |
| Airbus A319-100   | 132     | –         | –             | 8             | –             | 24            | 96            | 128           |                                                   |
| Airbus A320-200   | 48      | –         | –             | 12            | –             | 18            | 120           | 150           |                                                   |
| Airbus A321-200   | 202     | –         | –             | 20            | –             | 35            | 135           | 190           |                                                   |
| Airbus A321-200   | 16      | –         | 10            | 20            | –             | 36            | 36            | 102           | Konfiguracja dedykowana lotom transkontynentalnym |
| Airbus A321neo    | 84      | 85        | –             | 20            | –             | 47            | 129           | 196           | Zamówione w 2024                                  |
| Airbus A321XLR    | –       | 50        | –             | 20            | 12            | –             | 123           | 155           | Dostawa planowana od 2024                         |
| Boeing 737-800    | 303     | –         | –             | 16            | –             | 24            | 132           | 172           |                                                   |
| Boeing 737 MAX 8  | 78      | 2         | –             | 16            | –             | 24            | 132           | 172           |                                                   |
| Boeing 737 MAX 10 | –       | 115       |               |               |               |               |               |               | Zamówione w 2024                                  |
| Boeing 777-200    | 47      | –         | –             | 37            | 24            | 66            | 146           | 273           |                                                   |
| Boeing 777-300ER  | 20      | –         | 8             | 52            | 28            | 28            | 188           | 304           |                                                   |
| Boeing 787-8      | 37      | –         | –             | 20            | 28            | 48            | 138           | 234           |                                                   |
| Boeing 787-9      | 22      | –         | –             | 30            | 21            | 27            | 207           | 285           |                                                   |
| Boeing 787-9      | 6       | 24        | –             | 51            | 32            | 18            | 143           | 244           | W trakcie dostawy od 2025                         |
| Boom Overture     | –       | 20        |               |               |               |               |               |               | Zamówione w 2022                                  |
| Łącznie           | 995     | 301       |               |               |               |               |               |               |                                                   |